# Rumble Fish
Rumble Fish (Brasil: O selvagem da motocicleta / Portugal: Juventude inquieta) é um filme estadunidense de 1983, do gênero drama, dirigido por Francis Ford Coppola.

## Sinopse
Rusty James é o líder de uma gangue na cidade de Tulsa, no estado de Oklahoma, e sua vida se resume a brigar e namorar a bela Patty. Rusty James foi abandonado pela mãe, tem um pai alcoólatra e idolatra o seu irmão, "O Motoqueiro", antigo líder da gangue, uma lenda na cidade, que partiu após uma encrenca com a polícia local. Um dia, o Motoqueiro retorna e Rusty James acha que os dias de glória da "lenda viva" também voltarão. Porém, seu irmão está bastante modificado, o que pode levar a um caminho muito diferente do que Rusty James imagina...

## Elenco
- Matt Dillon .... Rusty James
- Mickey Rourke .... Motoqueiro
- Diane Lane .... Patty
- Dennis Hopper .... Pai
- Diana Scarwid .... Cassandra
- Vincent Spano .... Steve
- Nicolas Cage .... Smokey
- Chris Penn .... B.J. Jackson
- Laurence Fishburne .... Midget
- William Smith .... Patterson
- Michael Higgins .... Sr. Harrigan
- Glenn Withrow .... Biff Wilcox
- Tom Waits .... Benny
- Nona Manning .... Mãe de Patty
- Sofia Coppola .... Donna

## Prêmios e indicações

### Prêmios
Festival de San Sebastián
- Melhor filme: 1984[1]
- Melhor diretor: Francis Ford Coppola - 1984

### Indicações
Globo de Ouro
- Melhor trilha sonora: Stewart Copeland - 1984[2]

 Young Artist Awards
- Melhor atriz jovem: Diane Lane - 1984[3]